# Campeonato Mundial de Natação em Piscina Curta de 2018 - 4x50 m medley misto
A prova dos 4x50 metros medley misto do Campeonato Mundial de Natação em Piscina Curta de 2018 foi disputado no dia 13 de dezembro de 2018, no Hangzhou Sports Park Stadium, em Hangzhou, na China. 

## Recordes
Antes desta competição, os recordes mundiais e do campeonato nesta prova eram os seguintes:
|                       | Nome                                                                                    | Nacionalidade  | Tempo   | Local   | Data                   |
| --------------------- | --------------------------------------------------------------------------------------- | -------------- | ------- | ------- | ---------------------- |
| Recorde mundial       | Eugene Godsoe (22,88) Kevin Cordes (25,40) Claire Donahue (25,28) Simone Manuel (23,61) | Reino Unido    | 1:37.17 | Glasgow | 21 de dezembro de 2013 |
| Recorde do campeonato | Tom Shields (23,45) Lilly King (28,74) Kelsi Worrell (24,59) Michael Chadwick (20,44)   | Estados Unidos | 1:37.22 | Windsor | 8 de dezembro de 2016  |

Os seguintes recordes mundiais ou olímpicos foram estabelecidos durante esta competição: 
| Data           | Evento | Nome                                                                                      | Nacionalidade  | Tempo   | Notas |
| -------------- | ------ | ----------------------------------------------------------------------------------------- | -------------- | ------- | ----- |
| 13 de dezembro | Final  | Olivia Smoliga (25.85) Michael Andrew (25.75) Kelsi Dahlia (24.71) Caeleb Dressel (20.09) | Estados Unidos | 1:36.40 | ,     |

## Medalhistas
| Ouro | Prata | Bronze |
| Estados Unidos · Olivia Smoliga · Michael Andrew · Kelsi Dahlia · Caeleb Dressel · Ryan Murphy* · Katie Meili* · Kendyl Stewart* · Michael Chadwick* | Países Baixos · Jesse Puts · Ties Elzerman · Ranomi Kromowidjojo · Femke Heemskerk · Maaike de Waard · Kim Busch* | Rússia · Kliment Kolesnikov · Oleg Kostin · Rozaliya Nasretdinova · Maria Kameneva · Evgeny Rylov* · Arina Surkova* |

*Participaram apenas das eliminatórias, mas também receberam medalhas.

## Resultados

### Eliminatórias
As eliminatórias ocorreram dia 13 de dezembro com um total de 47 nacionalidades. 
| Colocação | Bateria | Raia | Nacionalidade     | Nadadores | Tempo   | Notas |
| --------- | ------- | ---- | ----------------- | --- | ------- | ----- |
| 1         | 5       | 5    | Estados Unidos    | Ryan Murphy (22.77) Katie Meili (29.13) Kendyl Stewart (24.95) Michael Chadwick (20.48)                               | 1:37.33 | Q     |
| 2         | 1       | 2    | Alemanha          | Christian Diener (23.09) Fabian Schwingenschlögl (25.91) Aliena Schmidtke (25.23) Jessica Steiger (24.16)             | 1:38.39 | Q     |
| 3         | 5       | 3    | Austrália         | Mitch Larkin (23.29) Grayson Bell (26.35) Holly Barratt (25.13) Emily Seebohm (23.94)                                 | 1:38.71 | Q     |
| 4         | 3       | 5    | Itália            | Simone Sabbioni (23.18) Fabio Scozzoli (25.97) Elena Di Liddo (25.20) Federica Pellegrini (25.20)                     | 1:38.75 | Q     |
| 5         | 4       | 5    | Rússia            | Evgeny Rylov (23.18) Oleg Kostin (25.67) Arina Surkova (25.71) Rozaliya Nasretdinova (24.29)                          | 1:38.85 | Q     |
| 6         | 4       | 3    | Japão             | Miyuki Takemura (26.47) Masaki Niiyama (26.03) Takaya Yasue (22.43) Aya Sato (24.07)                                  | 1:39.00 | Q     |
| 7         | 2       | 6    | Finlândia         | Mimosa Jallow (26.60) Jenna Laukkanen (29.05) Riku Pöytäkivi (22.51) Ari-Pekka Liukkonen (20.86)                      | 1:39.02 | Q     |
| 7         | 5       | 4    | Países Baixos     | Jesse Puts (24.09) Ties Elzerman (25.90) Maaike de Waard (25.14) Kim Busch (23.89)                                    | 1:39.02 | Q     |
| 9         | 4       | 8    | Brasil            | Etiene Medeiros (26.30) João Gomes Júnior (25.93) Nicholas Santos (22.27) Larissa Oliveira (24.74)                    | 1:39.24 |       |
| 10        | 4       | 4    | Bielorrússia      | Viktar Staselovich (23.67) Ilya Shymanovich (25.68) Anastasiya Shkurdai (25.43) Nastassia Karakouskaya (24.69)        | 1:39.47 |       |
| 11        | 3       | 4    | China             | Wang Peng (24.47) Wang Lizhuo (26.21) Zhang Yufei (25.70) Wu Yue (23.72)                                              | 1:40.10 |       |
| 12        | 5       | 6    | Turquia           | İskender Başlakov (23.62) Hüseyin Emre Sakçı (26.00) Aleyna Özkan (26.37) Selen Özbilen (24.52)                       | 1:40.51 |       |
| 13        | 2       | 5    | Áustria           | Caroline Pilhatsch (26.66) Christopher Rothbauer (26.84) Sascha Subarsky (23.12) Cornelia Pammer (25.29)              | 1:41.91 |       |
| 14        | 4       | 9    | Noruega           | Markus Lie (23.82) Tomoe Zenimoto Hvas (27.27) Emilie Løvberg (26.95) Susann Bjørnsen (24.13)                         | 1:42.17 |       |
| 15        | 3       | 3    | Hong Kong         | Stephanie Au (27.81) Kenneth To (26.48) Nicholas Lim (23.91) Sze Hang Yu (24.69)                                      | 1:42.89 |       |
| 16        | 4       | 6    | Taipé Chinesa     | Chuang Mu-lun (24.74) Wu Chun-feng (26.64) Huang Mei-chien (26.31) Lin Pei-wun (25.38)                                | 1:43.07 |       |
| 17        | 2       | 7    | Canadá            | Ingrid Wilm (27.43) Sophie Angus (30.16) Alexandre Perreault (23.61) Oleksandr Loginov (21.95)                        | 1:43.15 |       |
| 18        | 3       | 8    | Bulgária          | Gabriela Georgieva (28.35) Lyubomir Epitropov (27.24) Antani Ivanov (23.46) Diana Petkova (24.52)                     | 1:43.57 |       |
| 19        | 4       | 0    | Eslováquia        | Karolina Hájková (28.20) Marek Botík (26.60) Ádám Halás (23.63) Barbora Mikuskova (25.38)                             | 1:43.81 |       |
| 20        | 1       | 6    | Nova Zelândia     | Andrew Jeffcoat (24.31) Ciara Smith (32.25) Wilrich Coetzee (23.30) Rebecca Moynihan (24.76)                          | 1:44.62 |       |
| 21        | 2       | 2    | Letônia           | Ģirts Feldbergs (25.18) Daniils Bobrovs (28.47) Ieva Maļuka (27.81) Gabriela Ņikitina (25.16)                         | 1:46.62 |       |
| 22        | 2       | 1    | Coreia do Sul     | Lee Ju-ho (25.30) Kang Ji-seok (31.98) Park Ye-rin (26.36) Ko Miso (24.94)                                            | 1:48.58 |       |
| 23        | 1       | 5    | Moldávia          | Tatiana Salcuțan (29.39) Tatiana Chișca (30.64) Nichita Bortnicov (25.99) Dan Siminel (23.44)                         | 1:49.46 |       |
| 24        | 1       | 1    | Panamá            | Nimia Murua (30.34) Édgar Crespo (27.16) Isaac Beitia Lasso (24.89) María Castillo (27.22)                            | 1:49.61 |       |
| 25        | 1       | 3    | Andorra           | Mónica Ramírez (29.28) Patrick Pelegrina Cuén (29.02) Bernat Lomero (25.19) Nàdia Tudó Cubells (26.41)                | 1:49.90 |       |
| 26        | 5       | 7    | Costa Rica        | Bryan Alvaréz (26.49) Arnoldo Herrera (28.40) Daniela Alfaro (29.01) Beatriz Padrón (26.13)                           | 1:50.03 |       |
| 27        | 5       | 8    | Malta             | Francesca Falzon Young (30.07) Michael Stafrace (28.76) Mya Azzopardi (29.12) Matt Galea (23.05)                      | 1:51.00 |       |
| 28        | 5       | 2    | Seicheles         | Therese Soukup (31.91) Samuele Rossi (28.70) Felicity Passon (27.26) Dean Hoffman (23.84)                             | 1:51.71 |       |
| 29        | 4       | 7    | Moçambique        | Igor Mogne (26.20) Ludovico Corsini (27.80) Jannat Bique (29.94) Alicia Mateus (28.26)                                | 1:52.20 |       |
| 30        | 2       | 8    | Quênia            | Imara-Bella Thorpe (30.77) Rebecca Kamau (32.59) Ridhwan Mohamed (25.92) Danilo Rosafio (23.23)                       | 1:52.51 |       |
| 31        | 3       | 9    | Ilhas Maurícias   | Bradley Vincent (26.02) Elodie Poo-cheong (33.55) Mathieu Marquet (25.74) Camille Koenig (27.58)                      | 1:52.89 |       |
| 32        | 4       | 2    | Armênia           | Ani Poghosyan (32.74) Varsenik Manucharyan (33.87) Artur Barseghyan (23.99) Vladimir Mamikonyan (22.79)               | 1:53.39 |       |
| 33        | 5       | 1    | Macau             | Lin Sizhuang (28.88) Cheang Weng Lam (32.87) Chao Man Hou (23.96) Tan Chi Yan (27.74)                                 | 1:53.45 |       |
| 34        | 3       | 1    | Mongólia          | Enkhkhuslen Batbayar (31.56) Delgerkhuu Myagmar (28.34) Zandanbal Gunsennorov (26.19) Enkhzul Khuyagbaatar (27.93)    | 1:54.02 |       |
| 35        | 4       | 1    | Nicarágua         | Eisner Barberena (26.56) Kener Torrez (31.98) Karla Abarca (29.10) María Hernández (26.77)                            | 1:54.41 |       |
| 36        | 3       | 2    | Senegal           | Ada Thioune (33.16) Amadou Ndiaye (31.42) Abdoul Niane (26.05) Jeanne Boutbien (26.32)                                | 1:56.95 |       |
| 37        | 2       | 9    | Madagáscar        | Heriniavo Rasolonjatovo (27.24) Samantha Rakotovelo (37.67) Lalanomena Andrianirina (26.02) Tiana Rabarijaona (28.12) | 1:59.05 |       |
| 38        | 2       | 3    | Antígua e Barbuda | Noah Mascoll-Gomes (27.39) Bianca Mitchell (38.35) Stefano Mitchell (25.10) Olivia Fuller (28.31)                     | 1:59.15 |       |
| 39        | 5       | 0    | Tonga             | Finau Ohuafi (29.22) Amini Fonua (29.09) Charissa Panuve (25.10) Noelani Day (29.07)                                  | 1:59.74 |       |
| 40        | 1       | 4    | Guam              | Amanda Joy Poppe (35.68) Benjamin Schulte (27.61) Mineri Kurotori Gomez (32.41) James Hendrix (25.06)                 | 2:00.76 |       |
| 41        | 5       | 9    | Papua-Nova Guiné  | Josh Tarere (30.74) Leonard Kalate (29.54) Georgia-Leigh Vele (31.37) Rehema Kalate (31.13)                           | 2:02.78 |       |
| 42        | 3       | 0    | Turcas e Caicos   | Alex Maclaren (36.07) Luke Haywood (31.31) Jack Parlee (29.70) Arleigha Hall (28.04)                                  | 2:05.12 |       |
| 43        | 2       | 0    | Tajiquistão       | Olimjon Ishanov (30.66) Karina Klimyk (40.76) Fakhriddin Madkamov (27.71) Anastasiya Tyurina (28.80)                  | 2:07.93 |       |
| 44        | 2       | 4    | Benim             | Nafissath Radji (36.22) Gildas Koumondji (35.87) Jefferson Kpanou (30.13) Laraïba Seibou (30.80)                      | 2:13.02 |       |
| 45        | 3       | 7    | Maldivas          | Aishath Sausan (34.84) Mubal Azzam Ibrahim (35.60) Ali Imaan (31.70) Hamna Ahmed (32.32)                              | 2:14.46 |       |
| 46        | 1       | 7    | Venezuela         | Jeserik Pinto Carlos Claverie Isabella Paez Cristian Quintero                                                         | DSQ     |       |
| 46        | 3       | 6    | Jordânia          | Mohammed Bedour Amro Al-Wir Lara Aklouk Leedia Alsafadi                                                               | DSQ     |       |

### Final
A final foi realizada em 13 de dezembro. 
| Colocação         | Raia | Nacionalidade  | Nadadores                                                                                                 | Tempo   | Notas            |
| ----------------- | ---- | -------------- | --- | ------- | ---------------- |
| Medalha de ouro   | 4    | Estados Unidos | Olivia Smoliga (25.85) Michael Andrew (25.75) Kelsi Dahlia (24.71) Caeleb Dressel (20.09)                 | 1:36.40 | Recorde mundial  |
| Medalha de prata  | 8    | Países Baixos  | Jesse Puts (23.87) Ties Elzerman (26.01) Ranomi Kromowidjojo (24.27) Femke Heemskerk (22.90)              | 1:37.05 | Recorde europeu  |
| Medalha de bronze | 2    | Rússia         | Kliment Kolesnikov (22.97) Oleg Kostin (25.52) Rozaliya Nasretdinova (25.23) Maria Kameneva (23.61)       | 1:37.33 | Recorde nacional |
| 4                 | 7    | Japão          | Miyuki Takemura (26.03) Yasuhiro Koseki (25.64) Takeshi Kawamoto (21.95) Aya Sato (24.05)                 | 1:37.67 |                  |
| 5                 | 6    | Itália         | Simone Sabbioni (23.10) Fabio Scozzoli (25.47) Elena Di Liddo (25.47) Federica Pellegrini (24.04)         | 1:38.08 |                  |
| 6                 | 5    | Alemanha       | Christian Diener (22.91) Fabian Schwingenschlögl (26.20) Aliena Schmidtke (25.09) Jessica Steiger (24.15) | 1:38.35 |                  |
| 7                 | 3    | Austrália      | Mitch Larkin (23.16) Grayson Bell (26.62) Holly Barratt (24.67) Emily Seebohm (24.24)                     | 1:38.69 |                  |
| 8                 | 1    | Finlândia      | Mimosa Jallow (26.52) Jenna Laukkanen (29.86) Riku Pöytäkivi (22.35) Ari-Pekka Liukkonen (20.65)          | 1:39.38 |                  |

Legenda
| Recorde mundial       | Recorde mundial (World record)               |                       | Recorde africano                      | Recorde africano (African) |                                           | Q | Classificado por posição (Qualified) |
| Recorde do campeonato | Recorde do campeonato (Championship record)  | Recorde da América    | Recorde da América (Americas)         | q                          | Classificado por melhor tempo (Qualified) |   |                                      |
| Melhor marca do ano   | Melhor marca do ano (World leading)          | Recorde asiático      | Recorde asiático (Asian)              | DNS                        | Não largou (Did not start)                |   |                                      |
| Recorde nacional      | Recorde nacional (National record)           | Recorde europeu       | Recorde europeu (European)            | DNF                        | Não terminou (Did not finish)             |   |                                      |
| Recorde pessoal       | Recorde pessoal do atleta (Personal best)    | Recorde da Oceania    | Recorde da Oceania (Oceania)          | DSQ / DQ                   | Desclassificado (Disqualified)            |   |                                      |
| Recorde da temporada  | Recorde da temporada do atleta (Season best) | Recorde sul-americano | Recorde sul-americano (South America) | NM                         | Sem marca (No mark)                       |   |                                      |